# Лизуновы
Лизуновы — русский дворянский род из Полтавской губернии.
29 апреля 1839 года отставной майор Николай Васильевич Лизунов, представитель рода, был внесен во II ч. дворянской родословной книги Рязанской губернии.
В Рязани имелась ветвь рода Лизуновых, владевшая имением в д. Лужи Егорьевского уезда (ныне деревня Маврино Шатурского района).
Ветвь рода Лизуновых имелась также в Орле.

## История рода
Сведения дворянском роде Лизуновых содержатся в Родословных книгах Пензенской и Саратовской губерний, а описание герба внесено в Общий гербовник Всероссийской империи.
Фамильное именование Лизуновых упоминается в письменных источниках с начала XVI века, так, например, в Актах юридических в 1506 году числится свидетель при духовной Ондрей Григорьев сын Лизунова, а в Писцовых книгах Новгородских пятин в 1539 году указан землевладелец Михайло Лизунов. Среди предков Лизуновых могли быть крестьяне из д. Некрасово, д. Фомино (ныне — Свердловская область). Крестьяне Семен Исакович и Федор Лизуновы упоминаются при переписи в 1719 году в числе крестьян Белоярской слободы (ныне — Свердловская область), так же — отрабатывавших заводскую повинность в 1725 году.
В 1839 году отставной майор Николай Васильевич Лизунов внесен во II части Дворянской родословной книги Рязанской губернии за подавление Польского восстания 1830—1831 годов. В Рязани имелась ветвь рода Лизуновых, владевшая имением в д. Лужи Егорьевского уезда.

Род упоминается в 1893 году с описанием герба в Общем гербовнике Всероссийской империи:
Щит разделен горизонтально на две части, из коих в верхней в голубом поле изображен золотой Крест. В нижней части две серебряные Стрелы остроконечиями положенные крестообразно вверх и над ними Полумесяц серебряный же, рогами обращенный вниз. Щит увенчан обыкновенным дворянским шлемом с дворянскою на нем Короною и тремя Страусовыми перьями. Намет на щите красный, подложенный золотом.

Фамилии Лизуновых многие служили Российскому Престолу разные дворянские службы, и жалованы были от Государей в 7152/1643 м и других годах поместьями. Все сие доказывается справкою Архива вотчинной Коллегии и родословною Лизуновых.

## Описание герба
Щит разделён горизонтально на две части, из коих в верхней, в голубом поле, изображён золотой крест. В нижней части — две серебряные стрелы, положенные остриями крестообразно вверх и над ними серебряный полумесяц, рогами обращённый вниз.
Щит увенчан обыкновенным дворянским шлемом с дворянской на нем короной и тремя страусовыми перьями. Намёт на щите красный, подложен золотом. Герб рода Лизуновых внесён в Часть 2 Общего гербовника дворянских родов Всероссийской империи, стр. 119.